# Jukka Kalso
Jukka Kalso est un sauteur à ski finlandais. Il a obtenu deux podiums en Coupe du monde lors de la saison 1986-1987 à Thunder Bay et Garmisch-Partenkirchen.

## Palmarès

### Coupe du monde
- Meilleur classement général : 16e en 1987.
- Meilleurs résultats : 1 deuxième place et 1 troisième place.